# جان اس. بول
جان سامتر بول (به انگلیسی: John Sumter Bull) فضانورد اهل ایالات متحده آمریکا است که در ۲۵ سپتامبر ۱۹۳۴ میلادی در ممفیس زاده شد.